# Sohrab Modi
Sohrab Merwanji Modi (Bombay, 2 novembre 1897 – Bombay, 28 gennaio 1984) è stato un attore, regista e produttore cinematografico indiano, ricordato soprattutto per i film di forte impegno sociale e per kolossal storici come Pukar (1939), Sikandar (1941) e Prithvi Vallabh (1943), oltre che per aver adattato alcuni classici shakesperiani per il grande schermo..
Nel 1979 ha ricevuto il prestigioso premio Dadasaheb Phalke per il suo contributo al cinema indiano.

## Biografia

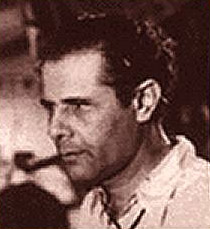
Sohrab Modi nel 1931

Figlio di un impiegato statale, Sohrab Modi nacque nel 1897 a Bombay e trascorse l'infanzia a Rampur, mostrando subito un'inclinazione per l'hindi e l'urdu. Nel 1914 iniziò a recitare con la compagnia teatrale del fratello Keki, cimentandosi soprattutto nel teatro shakespeariano e viaggiando per tutta l'India, e nel 1923 fondò la compagnia teatrale Arya Subhodh con il fratello maggiore Rustom.
Nel 1935, allo scopo di trasferire sul grande schermo la tradizione teatrale urdu fondò la Stage Films Company, con la quale iniziò a realizzare "versioni filmate" di opere di Shakespeare come Khoon Ka Khoon del 1935 (adattamento di Amleto) e Said-e-Havas del 1936 (ispirato a Re Giovanni). Il primo segnò anche il debutto come attrice di Naseem Banu, definita in seguito la prima superstar femminile del cinema indiano, con cui iniziò una relazione e continuò a lavorare nei film successivi.
Nel 1936 dette vita alla compagnia di produzioni Minerva Movietone, con cui nel 1938 realizzò due film che affrontavano questioni sociali come l'alcolismo (Meetha Jahar) e il diritto al divorzio delle donne indù (Talaaq). Anche se i film furono ben accolti, ciò che attirava veramente Modi era la storia e la Minerva sarebbe rimasta famosa per la trilogia di film storici realizzati tra il 1939 e il 1943, in cui il regista sfruttò al massimo il suo dono per la magniloquenza per incapsulare tutto ciò che c'era di grandioso nella storia indiana: Pukar, girato in gran parte nelle corti e nei palazzi dei Moghul, Sikandar, accostato da un recensore britannico a Nascita di una nazione di David W. Griffith, e Prithvi Vallabh, adattamento dell'omonimo romanzo di K.M. Munshi. Soprattutto dopo il successo di Pukar, in cui Naseem Banu interpretò l'imperatrice Nur Jahan, per l'attrice iniziarono ad arrivare offerte da molti studi cinematografici ma Modi rifiutò di scindere il suo contratto, episodio determinante per la fine della loro relazione.
Negli stessi anni continuò a dirigere anche drammi su argomenti delicati come l'adulterio in Jailor (girato nel 1939 e di nuovo nel 1959) e l'incesto in Bharosa (1940), mantenendo sempre un approccio formale legato al teatro Parsi con frequenti riprese frontali e un ricco uso dei dialoghi urdu.
Nel 1946 Modi sposò l'attrice Mehtab, di vent'anni più giovane, che nel 1953 diresse in Jhansi Ki Rani. Primo film indiano in Technicolor realizzato con costi enormi e pur notevole per l'autenticità nel rappresentare il periodo storico e le spettacolari scene di battaglia, il film fu presentato al Festival di Venezia ma non riuscì ad ottenere il successo sperato e fu un clamoroso insuccesso al box-office. Nonostante la discreta accoglienza di film successivi come Mirza Ghalib (1954), basato sulla vita del grande poeta indiano vissuto durante il regno di Bahadur Shah II e vincitore della President's Gold Medal come miglior film, Kundan (1955) e Nausherwan-E-Adil (1957), per il regista cominciò una fase di declino.
Nel 1960 fece parte della giuria internazionale della 10ª edizione del Festival di Berlino e per i successivi trent'anni si limitò ad alcune performance come attore, in particolare in Bharat Milap di Babubhai Mistri (1965), Woh Koi Aur Hoga di A. Shamsheer (1967) e Rustom di Dara Singh (1982).
Nei primi giorni del 1984, all'età di 86 anni Modi iniziò a progettare un film intitolato Guru Dakshina, rimasto incompiuto a causa del cancro che lo avrebbe portato alla morte il 28 gennaio.

## Filmografia

### Attore e regista

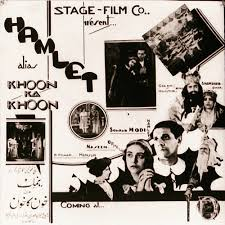
La locandina di Khoon Ka Khoon del 1935

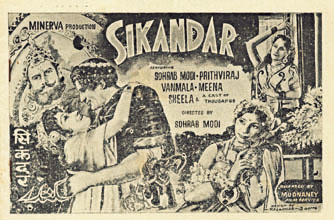
La locandina di Sikandar del 1941

- Khoon Ka Khoon (1935)
- Meetha Jahar (1938)
- Jailor (1938)
- Pukar (1939)
- Sikandar (1941)
- Prithvi Vallabh (1943)
- Sheesh Mahal (1950)
- Jhansi Ki Rani (1953)
- Kundan (1955)
- Raj Hath (1956)
- Nausherwan-E-Adil (1957)
- Jailor (1958)
- Mera Ghar Mere Bachche (1960)
- Samay Bada Balwan (1969)

### Solo regista
- Said-e-Havas (1936)
- Khan Bahadur (1937)
- Atma Tarang (1937)
- Talaaq (1938)
- Bharosa (1940)
- Phir Milenge (1942)
- Parakh (1944)
- Ek Din Ka Sultan (1945)
- Manjhdhar (1947)
- Narasinha Awtar (1949)
- Daulat (1949)
- Sheesh Mahal (1950)
- Mirza Ghalib (1954)
- Meena Kumari Ki Amar Kahani (1981)

### Solo attore
- Yahudi, regia di Bimal Roy (1958)
- Farishta, regia di Ravindra Dave (1958)
- Minister, regia di Paidi Jairaj (1959)
- Pehli Raat, regia di P.L. Santoshi (1959)
- Ghar Ki Laaj, regia di V.M. Vyas (1960)
- Bharat Milap, regia di Babubhai Mistri (1965)
- Woh Koi Aur Hoga, regia di A. Shamsheer (1967)
- Murder on Highway, regista non conosciuto (1970)
- Veer Chhatrasal, regia di Harsukh Jagneshwar Bhatt (1971)
- Jwala, regia di M.V. Raman (1971)
- Ek Nari Ek Brahmachari, regia di Kolli Pratyagatma (1971)
- Tanariri, regia di Chandrakant Sangani (1975)
- Ghar Ki Laaj, regia di B.R. Ishara (1979)
- Ganga Maang Rahi Balidan, regia di Radhakant (1981)
- Daulat Ka Nasha, regia di Datta Dharmadhikari (1982)
- Rustom, regia di Dara Singh (1982)
- Razia Sultan, regia di Kamal Amrohi (1983)

### Produttore
- Jailor, regia di Sohrab Medi (1938)
- Pukar, regia di Sohrab Medi (1939)
- Sikandar, regia di Sohrab Medi (1941)
- Prithvi Vallabh, regia di Sohrab Medi (1943)
- Sheesh Mahal, regia di Sohrab Medi (1950)
- Jhansi Ki Rani, regia di Sohrab Medi (1953)
- Waris, regia di Nitin Bose (1954)
- Mirza Ghalib, regia di Sohrab Medi (1954)
- Kundan, regia di Sohrab Medi (1955)
- Ghar Ghar Mein Diwali, regia di Gajanan Jagirdar (1955)
- Raj Hath, regia di Sohrab Medi (1956)
- Jailor, regia di Sohrab Medi (1958)
- Mera Ghar Mere Bachche, regia di Sohrab Medi (1960)

## Riconoscimenti
- 1959 – Filmfare Awards
Nomination Miglior attore non protagonista per Yahudi
- 1953 – Mostra internazionale d'arte cinematografica di Venezia
Nomination Leone d'oro per Jhansi Ki Rani (premio poi non assegnato)